# Нагрудний знак «За відвагу» (СБУ)
Нагрудний знак «За відвагу» — відомча заохочувальна відзнака Служби безпеки України.

## Історія нагороди
30 травня 2012 року Президент України В. Ф. Янукович видав Указ, яким затвердив нове положення про відомчі заохочувальні відзнаки; міністрам, керівникам центральних органів виконавчої влади, керівникам (командувачам) військових формувань, державних правоохоронних органів було доручено забезпечити в установленому порядку перегляд актів про встановлення відомчих заохочувальних відзнак, приведення таких актів у відповідність із вимогами цього Указу. Протягом 2012—2013 років була розроблена нова система заохочувальних відзнак, що була затверджена наказом Служби безпеки України від 25 січня 2013 року № 30 «Про відомчі заохочувальні відзнаки Служби безпеки України». Серед інших наказом була встановлена відзнака — нагрудний знак «За відвагу».

## Положення про відзнаку
- Нагрудним знаком «За відвагу» нагороджуються співробітники-військовослужбовці та працівники Служби безпеки України за особисту відвагу і самовіддані дії, виявлені:
  - під час захисту державного суверенітету, конституційного ладу, територіальної цілісності, економічного, науково-технічного і оборонного потенціалу України, законних інтересів держави та прав громадян від розвідувально-підривної діяльності іноземних спеціальних служб, посягань з боку окремих організацій, груп та осіб;
  - при попередженні, виявленні, припиненні та розкритті злочинів проти миру і безпеки людства, тероризму, корупції та організованої злочинної діяльності, інших протиправних дій, які безпосередньо створюють загрозу державним інтересам України;
  - в інших випадках виявлення особистої відваги і самовідданих дій.
- Протягом календарного року співробітників-військовослужбовців та працівників Служби безпеки України може бути відзначено в такій кількості: нагороджено нагрудним знаком «За відвагу» — до 300 осіб.
- Нагородження відзнакою — нагрудним знаком «За відвагу» може проводитись посмертно.

## Опис відзнаки
- Нагрудний знак «За відвагу» виготовляється зі сплавів міді і являє собою тришарову композицію, основу якої складає чотирипроменева зірка білого кольору розміром 45×45 мм.
- На зірку накладено рівносторонній хрест жовтого кольору з розбіжними сторонами. Зліва розташована гілка лаврового листя, справа — гілка дубового листя, що символізують славу, честь, повагу та могутність. Знизу на стрічці, яка покрита бордовою емаллю, розміщений напис «За відвагу».
- Вінчає композицію прямий рівносторонній хрест, покритий синьою емаллю, із розбіжними кінцями синього кольору і жовтими пружками. У центрі на синьому полі в обрамленні вінка з дубового листя жовтого кольору — Державний Герб України жовтого кольору.
- Під хрестом зображено два схрещені мечі вістрями угору, що символізує готовність до дій.
- Усі зображення і написи рельєфні.
- Зворотний бік відзнаки плоский, з номером та гвинтом для кріплення нагрудного знака до одягу.
- Планка відзнаки являє собою металеву пластинку, обтягнуту муаровою стрічкою жовтого кольору зі смужками білого та синього кольорів. Розмір планки — 28×12 мм.

## Порядок носіння відзнаки
- Нагрудний знак «За відвагу» носиться з правого боку грудей після знаків державних нагород України та іноземних державних нагород.
- Замість нагрудного знаку нагороджений може носити планку, що розміщується після планок державних нагород України, іноземних державних нагород, планок нагрудних знаків «Відзнака Служби безпеки України» та «За доблесть».